# Sipho Thwala
Sipho Mandla Agmatir Thwala (nascido em 1968) é um estuprador e assassino em série sul-africano que foi condenado em 1999 pelos assassinatos de 16 mulheres e 10 estupros. Ele foi condenado a 506 anos de prisão. Thwala era conhecido pelo apelido de "The Phoenix Strangler".

## Crimes
Sipho Thwala, nascido e criado em KwaMashu, começou sua onda de estupros e assassinatos em 1996 na província sul-africana de KwaZulu-Natal. Seu modus operandi era atrair as mulheres locais para acompanhá-lo pelos campos de cana-de-açúcar, perto da cidade de Phoenix, com a promessa de emprego como empregada doméstica em hotéis próximos. Uma vez que estivessem dentro dos canaviais, Sipho Thwala atacava as mulheres, as amarrando com suas próprias roupas de baixo e depois as estuprava, estrangulava e espancava até a morte. Ele se aproveitou que as evidências físicas eram destruídas por meio da prática agrícola comum de queimar os canaviais, mas seu método de encobrimento acabou falhando e um corpo foi achado desencadeando uma investigação policial.

## Condenação e prisão
Sipho Thwala foi preso em 1997 depois que a polícia sul-africana comparou o DNA encontrado nas vítimas com o DNA retirado de Sipho Thwala em 1994, quando este foi preso e absolvido de um estupro. Em 31 de março de 1999, o Tribunal Superior de Durban considerou Sipho Thwala culpado de 16 assassinatos e 10 estupros e o condenou a 506 anos de prisão.
Sipho Thwala está detido na penitenciária de segurança máxima de Pretória na África do Sul.